# مرادآباد بيردوستي (مقاطعة دلفان)
مرادآباد بيردوستي (بالفارسية: مرادآباد پیردوستی) هي قرية تقع في قسم ايتيوند الشمالي الريفي (مقاطعة دلفان) في إيران. يقدر عدد سكانها بـ 37 نسمة بحسب إحصاء 2016.